# Carollia manu
Carollia manu är en fladdermus i familjen bladnäsor som förekommer i västra Sydamerika.
Arten når en kroppslängd (huvud och bål) av 59 till 66 mm, en svanslängd av 7 till 10 mm och en vikt av 17 till 21 g. Den har 41 till 44 mm långa underarmar, 13 till 15 mm långa bakfötter och 18 till 22 mm stora öron. Ovansidan är täckt av lång och tät päls som bildas av trefärgade hår. Håren har gråbruna, ljusbruna till vitaktiga och helt bruna avsnitt. På undersidan är några hår tvåfärgade. Delar av flygmembranen är täckta av hår.
Denna fladdermus förekommer i Anderna i Peru och Bolivia. Utbredningsområdet ligger 1300 till 2250 meter över havet. Habitatet utgörs av fuktiga bergsskogar.
Skogsavverkningar kan vara ett hot för arten men populationen antas vara stabil. IUCN listar Carollia manu som livskraftig (LC).